# 薩長
薩長（さっちょう）は、薩摩藩と長州藩の略称である。
当初公武合体を掲げてきた薩摩藩と尊王攘夷を掲げてきた長州藩は禁門の変などで激しく対立していたが、坂本龍馬、中岡慎太郎らの周旋で1866年に薩長同盟が締結、薩摩藩は江戸幕府による長州征伐から離脱した。明治新政府の要職や陸海軍の幹部には薩長出身者が多く占めていた。